# スアル
スアル （Soual）は、フランス、オクシタニー地域圏、タルヌ県のコミューン。

## 地理
カストル都市圏に含まれ、カストルの南西13kmのところにある。

## 歴史
古くは要塞化されていた村落であり、門の跡が数か所ある。町はサンティアゴ・デ・コンポステーラの巡礼路の一部である、トロザーヌの道に位置していた。

## 人口統計
| 1962年 | 1968年 | 1975年 | 1982年 | 1990年 | 1999年 | 2006年 | 2014年 |
| ------ | ------ | ------ | ------ | ------ | ------ | ------ | ------ |
| 1136   | 1244   | 1459   | 1717   | 1990   | 1987   | 2125   | 2461   |

参照元:1962年から1999年までは複数コミューンに住所登録をする者の重複分を除いたもの。それ以降は当該コミューンの人口統計によるもの。1999年までEHESS/Cassini、2006年以降INSEE。

## 姉妹都市
- カラフ、スペイン